# Ионыч
«Ио́ныч» — рассказ Антона Павловича Чехова, написанный в 1898 году. Впервые опубликован в «Ежемесячных литературных приложениях» к журналу «Нива» (1898, № 9).
В 1966 году рассказ был экранизирован на киностудии «Ленфильм» и вышел под названием «В городе С.» (режиссёр — Иосиф Хейфиц).

## Замысел

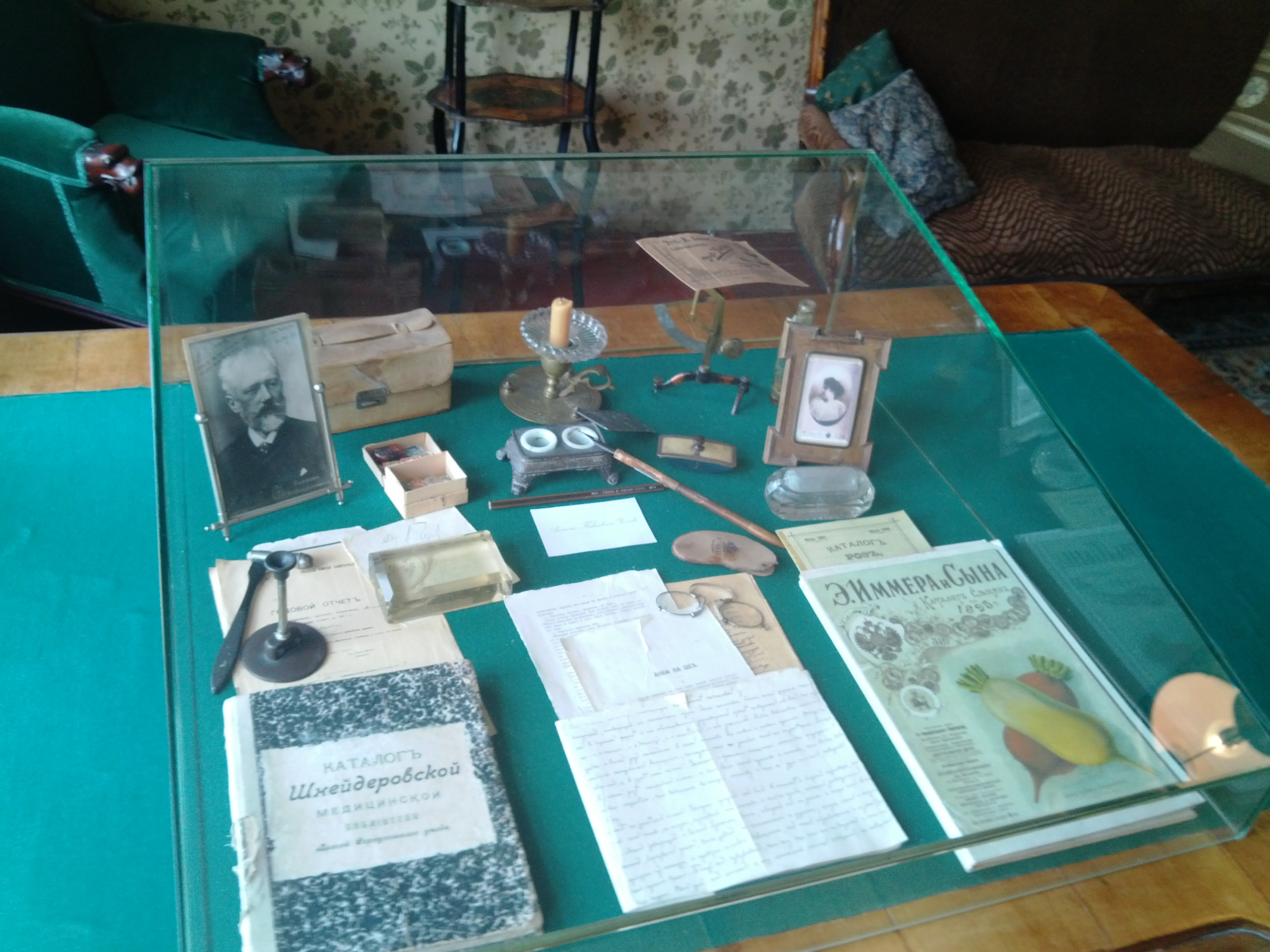
Мелихово. Рабочий стол Чехова

В мае 1898 года, пройдя курс лечения на юге Франции, Чехов вернулся в Мелихово. Рассказ «Ионыч» был написан в перерывах между строительными заботами, открытием новой школы и приёмом гостей.
В своей записной книжке Чехов обозначил контур сюжета, в центре которого, по предварительным задумкам, была семья Филимоновых (в итоговой редакции фамилия изменена на Туркиных):
Он — чиновник, играет на сцене, поёт, показывает фокусы, острит («здравствуйте, пожалуйста»); она пишет либеральные повести, имитирует: «Я в вас влюблена… ах, увидит муж!» — это говорит она всем на свете при муже. Мальчик в передней: умри, несчастная! В первый раз, в самом деле, всё в этом скучном сером городе показалось забавно и талантливо.
Литературовед Зиновий Паперный, исследуя записные книжки Чехова, пришёл к выводу, что по мере создания рассказа авторский замысел видоизменялся: если изначально писатель хотел развенчать только семью Филимоновых, то в окончательном варианте тот мысленный вердикт, что доктор Старцев выносит Туркиным («если самые талантливые люди во всём городе так бездарны, то каков же должен быть город»), оборачивается приговором Ионыча самому себе.

## Сюжет
В губернском городе С. семья Туркиных считалась такой же достопримечательностью, как библиотека, театр или клуб. Глава семьи, Иван Петрович, устраивал любительские спектакли. Его жена, Вера Иосифовна, писала романы и повести. Дочь, Екатерина Ивановна, имевшая домашнее прозвище Котик, играла на рояле. Даже лакей Павлуша обладал актёрским талантом.
Когда земский доктор Дмитрий Ионович Старцев поселился в Дялиже неподалёку от С., он был представлен Ивану Петровичу и приглашён в гости. Вечер, проведённый в доме Туркиных, прошёл душевно: пили чай, Вера Иосифовна читала вслух свой роман, начинавшийся словами «Мороз крепчал», Екатерина Ивановна музицировала. Все присутствовавшие восторгались игрой девушки, в том числе и Старцев, который «слушая, рисовал себе, как с высокой горы сыплются камни». Дмитрий Ионович покинул Туркиных в хорошем расположении духа и без всякой усталости прошёл пешком девять вёрст до дому.
Следующий визит Старцева в гостеприимный дом состоялся через много месяцев. Он заехал обследовать Веру Иосифовну, страдающую мигренями, и с тех пор стал наведываться к Туркиным при первой возможности. Его по-настоящему увлекла Екатерина Ивановна; они подолгу беседовали о литературе и искусстве; неделя, проведённая без Котика, казалась Дмитрию Ионовичу вечностью. В один из дней девушка назначила ему свидание на кладбище. Старцев понимал, что это шутка, но всё равно в полночь приехал к памятнику Деметти и долго бродил в одиночестве меж могил. Назавтра он сделал Екатерине Ивановне предложение и получил отказ: девушка объяснила, что жизнь в городе С. для неё невыносима, она хочет стать артисткой, посвятить себя искусству. Старцев переживал дня три, но потом узнал, что Котик уехала поступать в московскую консерваторию, и успокоился.
Через четыре года у Дмитрия Ионовича была уже большая практика; теперь он не ходил пешком, а ездил на тройке с бубенцами. Ему становится тяжелее выдерживать духовную неразвитость местного населения, а одним из развлечений становится перебирание по вечерам заработанных купюр, которые потом относит в общество взаимного кредита. Однажды ему принесли письмо-приглашение от Туркиных; в их доме Старцев встретил Екатерину Ивановну. Она призналась, что великой пианистки из неё не получилось, зато Старцев в её глазах остаётся «лучшим из людей». Всё было как прежде: пили чай, Вера Иосифовна читала очередной роман. Этот визит к Туркиным оказался для Дмитрия Ионовича последним; больше они не встречались.
Спустя несколько лет у раздобревшего, погрузневшего доктора Старцева появились два дома и имение. Он стал легко раздражаться, в том числе на пациентов. По вечерам Дмитрий Ионович ходил в клуб, ужинал в одиночестве, играл в винт. В жизни Туркиных ничего не изменилось: Иван Петрович был моложав и остроумен, Вера Иосифовна, как и раньше, писала романы. Постаревшую Екатерину Ивановну, которая по-прежнему музицировала, одолевали болезни, и она вместе с матерью ежегодно ездила лечиться в Крым.

## Отзывы и рецензии
Одним из первых на рассказ «Ионыч» откликнулся литературовед Дмитрий Овсянико-Куликовский, который, отдав должное «оригинальности и силе дарования Чехова», одновременно отмечал «рискованность приёмов», с помощью которых автор показывает, почему главный герой — человек с изначально возвышенными и благородными намерениями — не протестует против давящей среды, не вступает на борьбу с нею, а, напротив, постепенно врастает в неё.
Тему «обыденщины», которая засасывает лучших людей, превращая их в «заправских провинциальных обывателей», развил в своей книге «Очерки о Чехове» (1903) литературный критик Александр Сергеевич Глинка: по его мнению, тот «жизненный футляр», в который попал доктор Старцев, не оставил герою шансов для выбора:
Старцев растворился без остатка в обывательщине, и раствор получился самый чистый. Типичность чеховской картины невольно наводит читателя на размышление, сколько ещё таких Ионычей выбрасывает лаборатория провинциальной российской обывательщины.
Достаточно жёсткую оценку «страдающе-ноющим интеллигентам господина Чехова» дал критик Евгений Александрович Ляцкий, который в рецензии журнала «Вестник Европы» назвал их «подлинными детищами „толстовско-катковской“ ложно-классической системы», не имеющими ни веры, ни идеалов. Сам рассказ показался критику растянутым и скучноватым; финал вызвал вопросы: радоваться ли за то, что Ионыч остался жить, или же сокрушаться из-за его судьбы? Кроме того, критик отметил недостаточную проработанность образов Ивана Петровича, Веры Иосифовны и их дочери, «личность» которой «намечена самыми общими штрихами».
Из более поздних отзывов выделяются заметки Александра Солженицына; по мнению писателя, рассказ «Ионыч» — очень жизненный, с плотной динамикой. Характеризуя доктора Старцева как человека «с духовным ожирением», а Котика — как «самоуверенную провинциальную девицу», Солженицын задаётся вопросом: действительно ли автор не видел в России деятельных, толковых людей, или же это восприятие жизни возникло у Чехова под влиянием «вождей общества и предшествующих литераторов»? Особо выделяется эпизод, в котором доктор Старцев отправляется на кладбище:
Но! — кладбище при луне, это отдельная поэма, высочайшего класса, своей яркостью и силой даже выпадает из этого унылого рассказа. Из лучших кусков чеховской прозы.
Эта же сцена произвела большое впечатление на писателя Руслана Киреева: по его мнению, в эпизоде несостоявшегося свидания Ионыча и Котика отразились переживания самого автора, знавшего о своей болезни, внутренне готовившегося к уходу и незадолго до этого побывавшего на русском кладбище в Ницце; поэтичность описаний не самоцельна — в них содержится «одно из самых главных откровений Чехова, объясняющее — вероятно, с наиболее возможной для него полнотой — его, сугубо чеховское, отношение к смерти».

## Художественные особенности

### Композиция
Рассказ построен методом пунктира: сначала идёт знакомство с доктором Старцевым и Туркиными; затем автор повествует об ухаживаниях Ионыча за Котиком и посещении им кладбища; третья условная глава — это финал недолгой любовной истории; четвёртая часть — новый визит к Туркиным и очередная встреча с Екатериной Ивановной; наконец, в пятой короткой главке Чехов описывает жизнь героев такой, какой она «окончательно определилась ещё на несколько лет».
Развивая сюжет, Чехов сохраняет ровный, сдержанный тон; ни один из героев не получает от автора каких бы то ни было оценок. В то же время за счёт повтора одних и тех же деталей писатель добивается «нарочитого сгущения красок»: это касается шуток Ивана Петровича; романов, читаемых гостям Верой Иосифовной; музицирования Котика; реплики лакея Павы, который, провожая визитёров, неизменно «становится в позу» и произносит: «Умри, несчастная!».
Тот же повествовательный принцип (акцент на определённой детали) используется при разработке образа доктора Старцева. Эволюция героя показана через тонкости: сначала он ходит пешком, позже у него появляется пара лошадей, затем тройка с бубенцами и кучером Пантелеймоном; наконец, в финале Чехов рисует «внушительную картину», когда «кажется, что едет не человек, а языческий бог».

### Герои
Ионыч впервые посещает Туркиных праздничным весенним днём. Настроение молодого, доброжелательного, наивного земского врача приподнятое, и эта праздничность идёт изнутри, чувствуется в нём самом: герой упивается молодостью, весной, уютом в доме Туркиных и радостью от того, что после долгой работы ему, наконец, выпали часы отдыха.
Пора влюблённости молодого доктора опять-таки выпадает на праздничный день. В душе́ героя «переливаются и играют томление, желание уединиться с Екатериной Ивановной, трепетное ожидание свидания». В то же время в атмосфере праздника звучат лёгкие, еле уловимые нотки увядания: Чехов напоминает о приближении осени, о ранних сумерках. Вечером, бродя в клубе около столов, Дмитрий Иванович начинает терзаться сомнениями: «К чему поведёт этот роман? Что скажут товарищи, когда узнают?»; эта по-беликовски «опасливая оглядка» неожиданно пресекается меркантильными соображениями («А приданого они дадут, должно быть, немало»).
Старцев, по утверждению Овсянико-Куликовского, вызывает неоднозначное впечатление: с одной стороны, он — «человек рутины», с другой — обладатель «просвещённого ума»:
Одинокая, деловая жизнь, не согретая ни любовью, ни дружбою, без каких то ни было нравственных связей с людьми, жизнь очерствевшего и озлобленного эгоиста, целиком построенная на какой-нибудь низменной страсти, — вот жестокий удел таких натур, как Старцев.
Екатерина Ивановна, по мнению литературоведа В. А. Михельсона, относится к светлым образам рассказа. Своим страстным желанием убежать из города С., свободолюбивыми исканиями она напоминает сестёр Прозоровых. Если рассматривать её музицирование в контексте времени, то можно обнаружить, что она, вероятно, тяготела к творчеству раннего Метнера, Скрябина и Рахманинова — композиторам, которые были непонятны ни доктору Старцеву, ни родителям девушки.
Вернувшись домой после краха артистической карьеры, Екатерина Ивановна с теплотой вспоминает о Старцеве — человеке, которым она из-за юношеского эгоизма когда-то пренебрегла:
Это уже не балованный Котик, а женщина, испившая «слёз из чаши бытия», если вспомнить наивный романс, который пел молодой Старцев. Но он уже не способен оценить происшедшей с Екатериной Ивановной перемены, расслышать и почувствовать драму, разыгравшуюся по соседству.
История несостоявшейся любви строится, по замечанию чеховеда Владимира Катаева, так же, как в «Евгении Онегине»: вокруг двух признаний. Отличие заключается в том, что «вначале он признается ей в любви и не встречает взаимности, а спустя несколько лет она, поняв, что лучшего человека в её жизни не было, говорит ему о своей любви — и с тем же отрицательным результатом». Ещё одно сравнение — с комедией «Горе от ума» — литературовед приводит, когда поясняет, что Дмитрий Ионович, подобно Чацкому, влюбился в девушку из другого круга; при этом их разделяет не духовный, а «материальный барьер». Получив отказ, Старцев не отправился, как Чацкий, по свету, а по инерции остался жить в Дялиже.

### Город

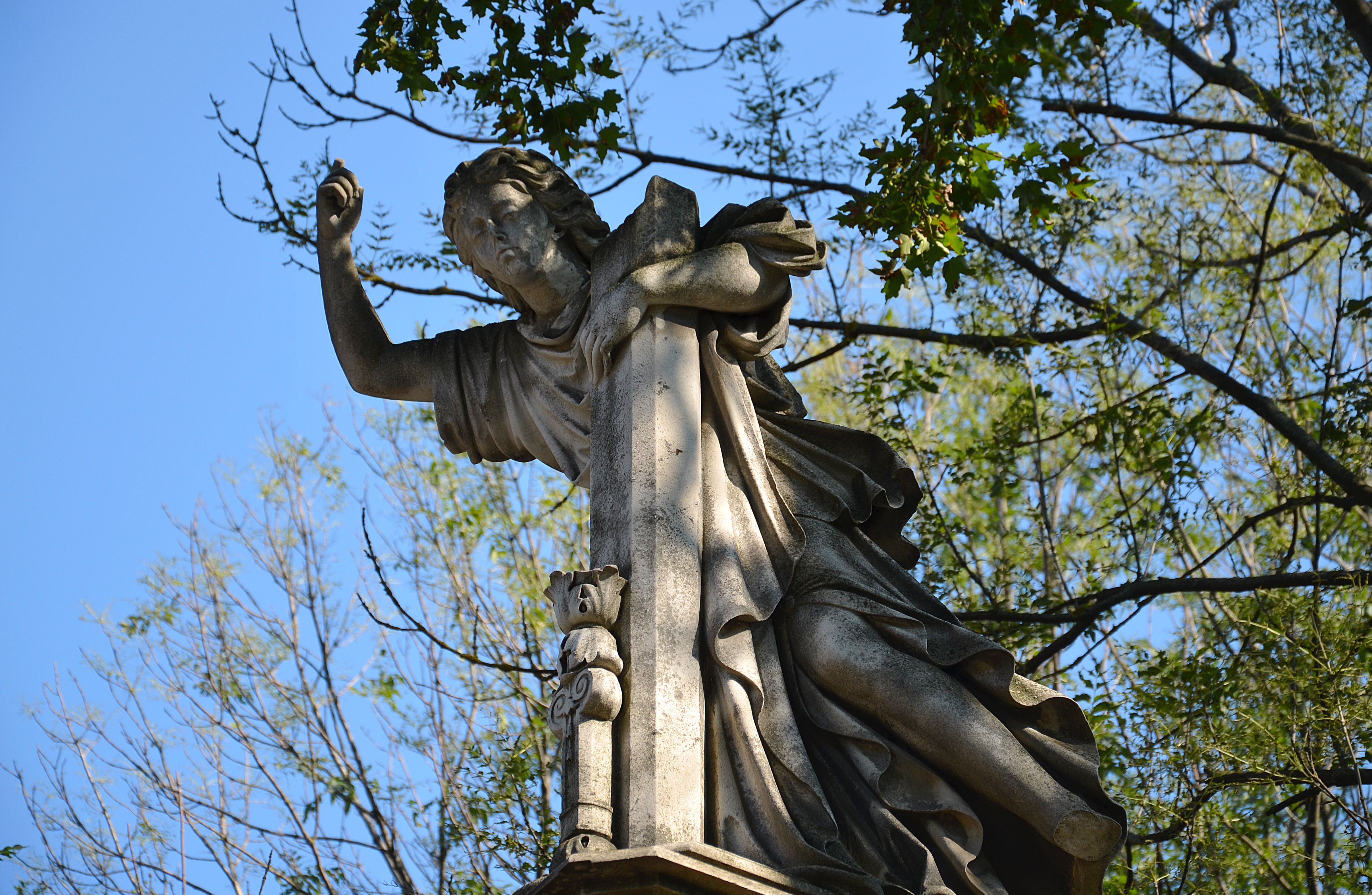
Ангел над усыпальницей Ф. Д, Котопули, известной также как могила Деметти, на Старом кладбище Таганрога. Именно здесь однажды в полночь доктор Старцев пришёл на встречу с Котиком.

Немало страниц в исследованиях посвящено образу города С. Так, драму доктора Старцева литературовед В. П. Рынкевич напрямую связывает с «тотальным провинциализмом, исполнившим до краёв жизнь уездной и губернской России». Эта тема является сквозной в творчестве Чехова: она прослеживается и в письмах, посвящённых родному Таганрогу, и в таких произведениях, как «Огни», «Моя жизнь», «Человеке в футляре», «Невеста». При этом, подчёркивает литературовед, Чехов ведёт речь не только о географическом, но и о духовном провинциализме — том, «от которого не убежишь на поезде»:
Однако упрекать одну лишь среду в том, что она способствует перерождению личности, неправильно, убеждён Владимир Катаев. Духовный распад доктора Старцева связан со многими факторами: это и сила времени, и самопоглощённость, и неумение человека угадать то мгновение, которое «решает всю его дальнейшую судьбу».
«Ионыч» — рассказ о том, как неимоверно трудно оставаться человеком, даже зная, каким ему следует быть. Рассказ о соотношении иллюзий и подлинной (страшной в своей обыденности) жизни, о реальных, не иллюзорных трудностях бытия.

## Экранизация
- 1966 — В городе С. (Реж. И. Хейфиц; Ленфильм)